# Lo frate ’nnamorato
Lo frate ’nnamorato (deutsch: Der verliebte Bruder) ist eine Commedia per musica (komische Oper, neapolitanische Originalbezeichnung: „Commeddeja pe mmuseca“) in drei Akten von Giovanni Battista Pergolesi (Musik) mit einem Libretto von Gennaro Antonio Federico. Einige der Rollen singen in neapolitanischem Dialekt. Die Uraufführung erfolgte am 27. September 1732 im Teatro dei Fiorentini in Neapel. Eine überarbeitete Fassung erschien 1734 im selben Theater.

## Handlung
Die Oper spielt im italienischen Capodimonte und handelt von zwei benachbarten Familien. Der alte gichtkranke Marcaniello ist der Vater von Luggrezia und dem eitlen Don Pietro. Außerdem hat er das Findelkind Ascanio bei sich aufgenommen. Auf der anderen Seite gibt es Carlo mit seinen beiden Nichten Nena und Nina. Diese Familie ist aus Rom hergezogen und spricht daher nicht wie Marcaniellos Familie im neapolitanischen Dialekt. Bei Carlos Familie arbeitet das Dienstmädchen Vannella, bei Marcaniello ihre Kollegin Cardella. Carlo hat sich in Luggrezia verliebt und möchte sie heiraten. Marcaniello hat zugestimmt, aber zur Bedingung gemacht, dass er selbst dessen Nichte Nina und sein Sohn Pietro deren Schwester Nena erhält. Es soll also drei Hochzeiten geben. Leider ist keine der Frauen damit einverstanden, denn alle drei sind in Ascanio verliebt, der aber nur die Liebe Ninas und Nenas erwidert und sich zwischen den beiden nicht entscheiden kann. Nach allerlei Komplikationen, die besonders von den beiden Dienstmädchen vorangetrieben werden, stellt sich heraus, dass Ascanio in Wirklichkeit der lange vermisste Bruder von Nina und Nena ist. Somit entscheidet er sich für Luggrezia, und es wird nur eine einzige Hochzeit geben.

### Erster Akt
Die beiden Dienstmädchen Vannella und Cardella unterhalten sich beim Putzen über ein Liebeslied, das beide aufgeschnappt haben („Passo ninno da ccà nnante“). Beide erwarten die Ankunft von Marcaniellos Sohn Don Pietro aus Rom. Dieser erscheint und besingt erst einmal seine eigene Schönheit, die er in einem Spiegel bewundert („Pupillette, fiammette d’amore“). Während er auf seine Verlobte Nena wartet, kommt deren Onkel Carlo. Sie plaudern ein bisschen. Carlo bittet Vannella, Nena zu holen. Unterdessen flirten Pietro und Cardella, die sich darüber auslässt, wie gerne sie selbst heiraten würde („No mme vedite ne“). Carlo und Pietro unterhalten sich weiter über die geplante Hochzeit, wobei Pietro mehrfach Carlos Schnupftabak schnorrt. Nena und Luggrezia lassen sich durch Vannella bzw. Cardella entschuldigen. Allmählich wird Pietro ungeduldig. Carlo solle Nena sagen, dass er voller Sehnsucht vergeblich auf sie gewartet habe. Sie brauche aber nichts zu befürchten, denn treu wie er sei, werde sicher wiederkommen („Le dirà: Che il suo vago cicisbeo stava qua“). Er entfernt sich.
Carlo erinnert Nina und Nena daran, dass sie Pietro und Marcaniello heiraten werden und sie mit Respekt behandeln sollen. Beide halten gar nichts von den Heiratsplänen. Der für Nina vorgesehene Marcaniello ist ein alter Mann, und Nena findet Pietro einfach nur lächerlich. Carlo meint, dass sie besser einwilligen sollten: sie würden dann schon glücklich werden, und nur so könne auch er seine ersehnte Luggrezia erhalten („Avventurose spose“). Nina und Nena denken aber gar nicht daran. Beide lieben Ascanio und sind zudem eifersüchtig aufeinander (Nina: „Tu non curi i detti miei“ – Nena: „E’ strano il mio tormento“).
Luggrezia, Marcaniello und Ascanio treten aus dem Haus. Marcaniello kann wegen seiner Gicht vor Schmerzen kaum laufen. Dennoch teilt Luggrezia ihm mit, dass sie Carlo auf keinen Fall heiraten werde. Marcaniello wird wütend, muss seine Zornesarie aber immer wieder durch Schmerzensrufe unterbrechen („Veda ossorìa! Mm’aggio da perdere“). Anschließend erklärt Luggrezia Ascanio ihre Liebe. Der weist sie zurück. Da sie gemeinsam aufgewachsen sind, sieht in ihr nur eine Schwester. Luggrezia beklagt seine vermeintliche Gefühlskälte („Morta tu mme vuoje vedere“) und geht. Allein zurückgeblieben denkt Ascanio über seine eigene Situation nach. Er liebt Nina und Nena und wird von beiden wiedergeliebt. Seine Verzweiflung darüber, sich nicht für eine von ihnen entscheiden zu können, ohne die andere zu enttäuschen, nimmt ungeahnte Ausmaße an („Ogne pena cchiù spiatata“).
Während Pietro weiterhin vergeblich auf Nena wartet, flirtet er mit Vannella. Cardella und Marcaniello gegenüber, die sie erwischen, behauptet er, sie hätten einen Tanz geprobt. Jetzt endlich zeigt sich auch Nena und macht sich über ihn lustig: er wolle sie wohl eifersüchtig auf eine Magd machen. Vannella entschuldigt sich umständlich dafür, dass sie auf Pietro hereingefallen sei („Gnora, crediteme, ch’accossì è“). Cardella glaubt ihr kein Wort, und Pietro bemüht sich, Nena auf Französisch seine Liebe zu erklären. Auch Nina erscheint und wird sofort von Marcaniello hofiert. Sie antwortet, dass sie den Vater liebe – aber den Sohn noch mehr. Als Pietro nun stolz verkündet, dass aufgrund seiner Schönheit alle Frauen in ihn verliebt seien, wirft sein Vater ihm Dummheit und Undankbarkeit vor („Tu si ggruosso quanto a n’aseno“).

### Zweiter Akt
Zu Beginn des Aktes beklagt Luggrezia ihr Liebesleid („Lo trommiento c’ha sto core“). Anschließend lässt Cardella sich über die Dummheit vieler Menschen aus. Es macht sie wütend, dass manche Männer bei der Liebe mehr auf das Äußere achten und dabei die inneren Werte ignorieren („Vide ciert’uommene senza judiceo“).
Marcaniello ist zornig darüber, dass sein oberflächlicher Sohn mit sämtlichen Frauen herumturtelt und deshalb die Hochzeitspläne zu scheitern drohen. Er beschimpft auch Vannella und versucht, sie fortzujagen. Vannella aber lässt sich nicht so leicht einschüchtern. Sie schimpft auf die Männer im Allgemeinen – bis auf die alten. Es kommt zu einem kurzen neckischen Wortgefecht über Marcaniellos Alter. Nina überrascht die beiden. Sie wirft Marcaniello vor, mit Vannella zu poussieren und droht, sich einen würdigeren Liebhaber zuzulegen („Ti scaccio dal mio petto“). Marcaniellos Stimmung ist auf dem Tiefpunkt, als Vannella Nina auch noch recht gibt („Gioja mia, mme vuoje lassare“). Vannella aber ist begeistert über die Raffinesse ihrer Herrinnen, mit den Männern umzugehen („Chi disse, ca la femmena“).
Don Pietro beklagt sich bei Ascanio über Nenas Zurückweisung. Nur seine Schönheit sei an allem schuld. Nena, die eine Weile zugehört hat, erklärt den beiden, dass sie Pietro verachte und ihn niemals heiraten werde. Sie sei Ascanio treu („Son pur chiari i sensi miei“). Nena entfernt sich und lässt Ascanio verzweifelt zurück. Er ist nun vollends in Liebesaffären verstrickt, aus denen er sich nicht mehr befreien kann („Che boglio parlare, che ppozzo maje dire?“). Auch Pietros Laune hat sich nicht gebessert. Cardella bemerkt seine Blässe und schlägt vor, ihn zu schminken. Pietro ist hingerissen von dieser Idee. Er scherzt, dass er sie aus Dank gleich heiraten werde („Il fior di questo core“).
Die beiden eifersüchtigen Schwestern Nina und Nena treten auf Ascanio zu. Er solle sich endlich für eine von ihnen entscheiden. Als beide ihm seine Grausamkeit vorwerfen, erklärt er, sich entschieden zu haben – für den Tod (Terzett: „Se ’l foco mio t’infiamma“). Von dem lauten Gespräch aufgeschreckt, erscheint Luggrezia, die jetzt zu wissen glaubt, warum Ascanio ihre Liebe immer zurückgewiesen hat. Sie verlässt ihn zornig.
Auch Carlo ist enttäuscht über die Ablehnung seiner Zukünftigen („Mi palpita il core“). Cardella ist nun fast fertig damit, Pietro zu verschönern. Es fehlt nur noch etwas Rouge, dann kann sich Pietro in einem Spiegel bewundern. Nun ist er so schön wie Cupido („Mon Dieù combien de sciarm!“). Vannella erblickt ihn in dieser Aufmachung. Gemeinsam mit Cardella macht sie sich über ihn lustig. Marcaniello und Carlo kommen hinzu. Der Akt endet im allgemeinen Durcheinander von Beschimpfungen, dem Spott der Dienstmädchen und den Schmerzensrufen Marcaniellos, der schließlich hinfällt und von den anderen ins Haus getragen wird (Quintett: „Ora chesta sarrà ne vista bella“).

### Dritter Akt
Nena besingt ihre unerwiderte Liebe zu Ascanio („Va solcando il mar d’amore“). Aber auch Ascanio findet keine Ruhe („Chi da pace, chi da carma“).
Pietro teilt seinem Vater freudig mit, dass sie noch heute Abend heiraten werden. Nina und Nena beobachten das Gespräch zunächst und verspotten dann ihre Bräutigame. Nena nennt Pietro einen verrückten Dummkopf, und Nena beschimpft Marcaniello als widerlichen alten Mann. Vor Schreck müssen sich die beiden Männer erst einmal setzen. Die Dienstmädchen erscheinen und machen sogleich weiter mit ihren Neckereien. Dann werfen sie sich gegenseitig vor, ihre Dienstherren zu beleidigen und beschimpfen sich gegenseitig. Der Streit eskaliert, bis Cardella in Tränen ausbricht („Perché me strellate?“) und abzieht. Vannella ist enttäuscht, dass sie sich nicht richtig an ihr rächen konnte. Pietro versucht, sie zu beruhigen und klagt dann über seine eigenen Probleme mit Nena. Er plant, sie durch eine Liebeserklärung an Vanella eifersüchtig zu machen, die er nun mit ihr probt (Duett: „Io ti dissi, e a dirti torno“).
Nach und nach erscheinen alle anderen. Cardella berichtet, dass Carlo den Degen gegen Ascanio erhoben und ihn verletzt habe. Carlo beruhigt alle, dass die Verletzung nicht schlimm sei. Bei der Untersuchung der Wunde habe er aber an Ascanios Arm ein Mal entdeckt, das dem seines verlorengegangenen Neffen gleiche. Marcaniello erzählt, dass er Ascanio vor 17 Jahren bei seiner Rückkehr aus Rom in Fajola auf der Straße aufgelesen und bei sich aufgenommen hatte. Carlo bestätigt, dass das genau der Zeitpunkt war, als sein Bruder seinen Sohn verloren hatte. Daher also rührt die Zuneigung Ascanios für seine beiden Schwestern. Ascanio bittet Marcaniello um die Hand Luggrezias. Die anderen Hochzeiten haben nun ihren Sinn verloren. Alle sind zufrieden („Su, su, a le gioie“).

## Gestaltung
Das Orchester besteht lediglich aus einer Flöte, Streichern und Basso continuo.:678 Die Flöte wird konzertierend in Nenas Arie „Va solcando il mar d’amore“ am Anfang des dritten Aktes eingesetzt.:680
Die Commedia per musica (bzw. „Commeddeja pe mmuseca“) ist eine typisch neapolitanische Opernform des frühen 18. Jahrhunderts. Die Handlung spielt üblicherweise in der (damaligen) Gegenwart in der Umgebung Neapels. Die Szene ist starr und stellt eine Straße zwischen zwei Landhäusern dar. Die Personen basieren entweder auf denen der Commedia dell’arte oder sind verliebt. Üblicherweise gibt es ein unerkannt aufgewachsenes Findelkind, das von mehreren anderen Personen gleichzeitig geliebt wird. Gegen Ende stellt sich dann die wahre Identität dieser Person als enger Verwandter der meisten Verehrer heraus, so dass nur noch ein Bewerber übrig bleibt. Neben burlesken Elementen gibt es Anspielungen an die Opera seria und an das Gesellschaftsleben. Eine häufig verwendete Musikform ist die schlichte „canzona“, die oft Strophenform hat. Die Oper wird gewöhnlich mit einer solchen „canzona“ im Sicilianorhythmus eingeleitet. Die Verwendung des Neapolitanischen ist ebenfalls typisch, wurde aber ab 1720 allmählich zurückgedrängt und auf die Buffo-Partien beschränkt.:679 Weitere Beispiele für diese Gattung sind Pergolesis Il Flaminio und Leonardo Leos Anfang des 21. Jahrhunderts wiederentdeckte Oper L’Alidoro aus dem Jahr 1740.
Dieser Gattung entsprechend besteht auch Lo frate ’nnamorato aus einer Mischung von ernsten und burlesken Elementen. Die Dienstmädchen und die Mitglieder der Familie Marcaniellos singen im neapolitanischen Dialekt. In den Figuren der Familienoberhäupter Marcaniello und Carlo finden sich noch Anklänge an die Commedia dell’arte. Dennoch werden sie nicht schematisch behandelt, sondern zeigen menschliche Züge. Der alte kranke Marcaniello sehnt sich danach, wieder jugendlich zu sein, und der oberflächliche Pietro tut gerne so, als wäre er gebildet. Dennoch flirtet er unterschiedslos sowohl mit den Damen als auch mit den Dienstmädchen.
Anklänge an die neapolitanische Volksmusik finden sich im ersten Duett der beiden Dienstmädchen („Passo ninno da ccà nnante“) und in Vannellas „Chi disse, ca la femmena“ im zweiten Akt. Beide Stücke verwenden einen 12/8-Takt (Siciliano), stehen in einer Molltonart und machen ausgiebigen Gebrauch der Neapolitanischen Sexte. „Chi disse ce la femmena“ besteht aus drei Abschnitten in unterschiedlichen Tempi.
Im Quintett am Ende des zweiten Akts („Ora chesta sarrà ne vista bella“) fallen Vannella und Cardella mit einem gemeinsamen Refrain ein.
Viele der Solostücke sind schlicht und volkstümlich gehalten. Die römischen und etwas gebildeteren Schwestern Nina und Nena haben dagegen Arien im Stil der Opera seria.

## Werkgeschichte
Lo frate ’nnamorato ist die erste komische Oper Pergolesis. Er schrieb sie im Alter von 22 Jahren. Zuvor hatte er eine geistliche Kantate (La conversione di San Guglielmo d’Aquitania) und eine ernste Oper (La Salustia) komponiert. Das Libretto stammt von Gennaro Antonio Federico, der in den folgenden Jahren auch die Texte für Pergolesis La serva padrona und Il Flaminio schrieb.
Bei der Uraufführung am 27. September 1732 im Teatro dei Fiorentini in Neapel sangen Giacomo D’Ambrosio (Marcaniello), Marianna Ferrante (Nena), Teresa De Palma / Maria Caterina Negri (Nina), Teresa Passaglioni (Ascanio), Rosa Gherardini (Luggrezia), Giovanni Battista Ciriaci (Carlo), Margherita Pozzi (Vannella), Maria Morante / Virginia Gasparrini (Cardella) und Girolamo Piani (Don Pietro). Nach dem ersten Akt wurde das ebenfalls von Pergolesi stammende Intermezzo Capetà Cola, Spaviento e Giulietta gegeben und nach dem zweiten Akt ein Ballett des Choreographen Domenico Minelli d’Addati. Diese zusätzlichen Stücke sind nicht erhalten.:680 Die Oper wurde vom neapolitanischen Publikum begeistert aufgenommen.
In der Karnevalssaison 1734 wurde das Stück in überarbeiteter Fassung am selben Ort wiederaufgenommen.:678 Dabei wurden drei Umbesetzungen vorgenommen und acht Arien ausgetauscht.:678 Weitere Aufführungen gab es in der Karnevalssaison 1748/1749 im Teatro Nuovo. Dafür musste der Text der Luggrezia ins Toskanische übertragen werden, weil die Sängerin des Neapolitanischen nicht mächtig war. Außerdem wurde mit dem Diener Moscardo eine weitere Rolle eingeführt. Da man die Musik des bereits verstorbenen Pergolesi nicht antasten wollte, wurden dafür Arien aus anderen seiner Werke ausgewählt – so ein Hinweis im Vorwort des Librettos. Auch wurde darauf hingewiesen, dass die Melodien der Oper seit zwanzig Jahren in den Straßen der Stadt rezitiert und gesungen wurden.:680
Das Werk wurde zunächst aufgrund des Dialekts nicht außerhalb Neapels aufgeführt. 1959 kam es zu einer Aufführung in Hannover. 1960 wurde an der Piccola Scala in Mailand eine Bearbeitung von Renato Parodi gegeben. Die musikalische Leitung hatte Bruno Bartoletti; Regie führte Franco Zeffirelli. Im Teatro alla Scala wurde es 1989 erstmals nach der Neuausgabe von Francesco Degrada unter der Leitung von Riccardo Muti und mit der Regie von Roberto De Simone gespielt.:680 Von dieser Aufführung ist ein Mitschnitt auf DVD verfügbar. Eine weitere DVD wurde 2010 von einer Aufführung aus dem Teatro G. B. Pergolesi in Jesi aufgenommen. 
Der erste Akt ist nur in der zweiten Fassung von 1734 erhalten, die anderen beiden Akte nur in der ersten Fassung.:678
Igor Strawinsky nahm einige Stücke aus der Oper in sein 1920 uraufgeführtes Ballett Pulcinella auf.
Die Arie Ascanios „Ogne pena cchiù spiatata“ hielt sich im Repertoire und war besonders bei männlichen Sängern sehr beliebt, obwohl es sich eigentlich um eine Sopran-Arie handelt.

## Aufnahmen
- 1969 (live, konzertant aus Neapel): Carlo Felice Cillario (Dirigent), Orchestra „Alessandro Scarlatti“ della RAI di Napoli. Alfredo Mariotti (Marcaniello), Francina Girones (Nena), Rosina Cavicchioli (Nina und Luggrezia), Franco Bonisolli (Ascanio), Mario jr. Basiola (Don Pietro). Memories CD: HR 4132/33, Foyer CD: 2026.[8]:12768
- 28. Dezember 1989 (auch Video, live aus dem Teatro alla Scala Mailand, leicht gekürzt): Riccardo Muti (Dirigent), Orchester des Teatro alla Scala. Alessandro Corbelli (Marcaniello), Amelia Felle (Nena), Bernadette Manca di Nissa (Nina), Nuccia Focile (Ascanio), Luciana d’Intino (Luggrezia), Ezio di Cesare (Carlo), Elizabeth Norberg-Schulz (Vannella), Nicoletta Curiel (Cardella), Bruno de Simone (Don Pietro). RAI VI: VRC 2066, Opus Arte OA LS3005D (1 DVD),[8]:12769 EMI CD: 7 54240 2.[8]:12770
- 2011 (Video, live aus dem Teatro G. B. Pergolesi in Jesi): Fabio Biondi (Dirigent), Willy Landin (Inszenierung und Bühnenbild), Europa Galante. Nicola Alaimo (Marcaniello), Patrizia Biccirè (Nena), Jurgita Adamonytė (Nina), Elena Belfiore (Ascanio), Barbara Di Castri (Luggrezia), David Alegret (Carlo), Laura Cherici (Vannella), Rosa Bove (Cardella), Filippo Morace (Don Pietro). Arthaus Musik 108066 (Blu-ray) or 101652 (2 DVDs).[9]